# ジョージ・エジャートン (第2代エルズミア伯爵)
第2代エルズミア伯爵ジョージ・グランヴィル・フランシス・エジャートン（George Granville Francis Egerton, 2nd Earl of Ellesmere FRS、1823年6月15日 – 1862年9月19日）は、イギリスの貴族、政治家。エジャートン家出身であり、庶民院議員を務めた。1846年から1857年までブラックリー子爵の儀礼称号を使用した。

## 生涯
初代エルズミア伯爵フランシス・エジャートンと妻ハリエット・キャサリン（1800年1月1日 – 1866年4月17日、チャールズ・グレヴィルの娘）の息子として、1823年6月15日にメイフェアのアルベマール・ストリートで生まれた。1841年5月26日、オックスフォード大学クライスト・チャーチに入学した。1843年4月27日、ケンブリッジ大学トリニティ・カレッジに入学した。
1841年7月にコルネット（騎兵少尉）としてランカスター公所有ヨーマンリー連隊に入隊した後、1846年4月10日に大尉、1857年9月25日に中佐に昇進した。
1847年イギリス総選挙で保守党候補としてノース・スタッフォードシャー選挙区から出馬、4,076票（得票数2位）で庶民院議員に当選した。1851年2月にチルターン・ハンドレッズ執事に任命される形で議員を辞任した。
1857年2月18日に父が死去すると、エルズミア伯爵位を継承した。保守党のカールトン・クラブに加入していたが、貴族院で自由党内閣である第2次パーマストン子爵内閣を支持した。
1860年12月6日、王立協会フェローに選出された。1862年に大英博物館理事（Harleian Trustee）に就任した。
1862年9月19日にファイフ州バルバーニーで死去、息子フランシス・チャールズ・グランヴィルが爵位を継承した。

## 家族
1846年4月29日、メアリー・ルイーザ・キャンベル（Mary Louisa Campbell、1825年1月7日 – 1916年11月24日、初代コーダー伯爵ジョン・キャンベルの娘）と結婚、2男をもうけた。
- フランシス・チャールズ・グランヴィル（1847年4月5日 – 1914年7月13日） - 第3代エルズミア伯爵[1]
- アルフレッド・ジョン・フランシス（英語版）（1854年2月6日 – 1890年9月25日） - 庶民院議員。1881年4月28日、イザベラ・コリザンド・ガートルード・ゴージェス（Isabella Corisande Gertrude Gorges、1910年4月22日没、ハミルトン・ゴージェスの娘）と結婚、子供なし[9]